# Pasarét
Pasarét ([ˈpɒʃɒɾeːt], en allemand : Sauwiesen) est un quartier de Budapest situé dans le 2e arrondissement. 